# 佐久川政一
佐久川 政一（さくがわ せいいち、1933年11月10日 - 2025年5月20日）は、日本の法学者。沖縄大学名誉教授。専攻は民事訴訟法・憲法。

## 人物
北谷町出身。1959年早稲田大学卒。ニューヨーク大学ロースクール大学院LLM修士課程修了。1989年から1995年まで2期6年の間、第13代・14代沖縄大学学長。
チュチェ思想研究会全国連絡会会長、金日成・金正日主義研究全国連絡会代表世話人を務めるなど、チュチェ思想の宣伝者でもある。
2025年5月20日、北中城村の中部徳洲会病院で死去。91歳没。

## 活動
- 2011年1月8日、那覇市の沖縄県立博物館・美術館で開催された、沖縄チュチェ思想研究所連絡会主催（チュチェ思想国際研究所後援）の「チュチェ思想新春セミナー」に参加[4]。
- 2017年1月、沖縄県で金日成・金正日主義研究全国連絡会代表世話人として『今年もチュチェ思想の研究普及活動を進めていき、日本の自主・平和の活動と世界の自主化の動きに刺激を与えていこう』と尾上健一チュチェ思想国際研究所事務局長と、沖縄大学名誉教授・チュチェ思想国際研究所研究員の平良研一とともに日米同盟破棄と基地の撤退を主張した講演をしている[5]。